# Choghtu Khong Tayiji
'Choghtu Khong Tayiji ou Tsogt Taij, (VPMC : Tümengken čoγtu qong tayiǰi, cyrillique : Түмэнхэн Цогт хунтайж, MNS : Tümenkhen Tsogt Khuntaij), né en 1581 et décédé en 1637, est un khan mongol, et un khong Tayiji.

## Biographie
Il rencontre Ligden Khan, vers la fin de la vie de ce dernier, entre 1632 et 1634.

### Filmographie
- (mn) Цогт тайж (mn) (Tsogt Taij), 1945, film de Mongolie sur Choghtu Khong Tayiji.